# Samir Cecílio
Samir Cecílio foi um político brasileiro do estado de Minas Gerais.
Samir Cecílio foi deputado estadual de Minas Gerais durante a 10ª legislatura (1984 - 1986), como suplente de alguns deputados afastados.